# География на Китай
Китай е държава в Източна и Централна Азия, 4-тата по площ (9 596 961 km²) след Русия, Канада и САЩ и 1-ва по население (1,4 млрд души през 2019 г.) в света. Столица град Пекин. Страната се намира предимно в пределите на умерения и тропичния пояс, а малка част от Южен Китай лежи в пределите на тропичния пояс. В природно отношение се дели на източна част, разположена в пределите на Източна Азия, и западна, отнасяща се към Централна Азия. За източната част, заета от приморски низини, ниски и средновисоки планини, е характерен мусонният климат, от умерен до тропичен, и участъци с оцеляла богата растителност. Западната част е заета от високи планински земи и големи планински системи, обширни плата и междупланински котловини и падини и има сух континентален климат с господство на полупустинните и пустинните ландшафти. Тук много ясно е изразен контрастът между горещите от пролетта до есента пустини на Синдзян и лежащите на юг високи и студени равнини на Тибетската планинска земя. Зоналната диференциация на природните условия и сложния рисунък на зоналните граници са свързани с разнообразния строеж на релефа и условията на атмосферната циркулация.

## Географско положение, граници, големина, брегове
Общата дължина на сухоземните граници (в т.ч. и речни) на Китай е 22 504 km и заедно с Русия е страната, която има най-много съседи – 14 държави. На юг граничи с Виетнам (с дължина на границата 1283 km), Лаос (423 km) и Мианмар (2185 km); на югозапад – с Индия (3488 km), Бутан (470 km), Непал (1440 km) и Пакистан (596 km); на запад – с Афганистан (76 km), Таджикистан (414 km) и Киргизстан (858 km); На северозапад – с Казахстан (1533 km); на север – с Монголия (4677 km); на североизток – с Русия (3645 km) и Северна Корея (1416 km). В тези си граници заема площ от 9 596 961 km². Дължината от запад (границата с Таджикистан) на изток (границата с Русия) е 4900 km, от север (границата с Русия) на юг (остров Хайнан) – 4100 km. Неофициално Китай владее и голяма част от островите Наншацюндао (Спратли), разположени още по̀ на юг, около 10° с.ш.
Крайни точки:
- на север – граница с Русия,десен бряг на река Амур 53°33’31” с.ш.
- на юг – южен бряг на остров Хайнан в Южнокитайско море 18°09’34” с.ш.
- на запад – граница с Таджикистан, Заалайски хребет на памир 73°29’58” и.д.
- на изток – граница с Русия, ляв бряг на река Усури 134°46’06” и.д.

Територията на Китай на изток и югоизток се мие от водите на Жълто, Източнокитайско и Южнокитайско морета на Тихия океан, като дължината на бреговата линия е 14 500 km. Бреговете на Източнокитайското и Южнокитайското море имат множество малки заливи, представляващи удобни естествени пристанища. Крайбрежието на Жълто море е предимно ниско и бедно на заливи. Изключение представляват бреговете на полуостровите Шандун и Ляодун, които са високи, на места силно разчленени и имащи множество естествени пристанища. Покрай бреговете на страната са разположени множество предимно малки острови, като най-голям е остров Хайнан.

## Природа

### Релеф
Китай е предимно планинска страна, характеризираща се със значителна амплитуда във височините и сложна орография. Ясно се откроява Тибетската планинска земя на югозапад, разположеният северно от нея пояс на Централноазиатските равнини и плата, простиращ се като широка ивица от запад на изток и област с обширни равнини и низини в Източен Китай, ограничени на юг, запад и северозапад от планини.
Тибетската планинска земя е най-високата част на Китай, като средната надморска височина на основата на цокълните плата превишава 4000 m, а отделни върхове се издигат над 6000 – 7000 m. Тя включва комплекс от обширните равнини Джангтанг, безотточните плата на Централен Тибет, а също вътрешните планински хребети Гандисишан, Тангла и др. и периферните мощни планински съоръжения – Кунлун на север, Сино-Тибетските планини на изток, Хималаита на юг и Каракорум на запад. Последните две планински системи продължават извън пределите на страната. Кунлун (както и други периферни планини) имат асиметричен строеж – със стръмни външни и полегати вътрешни склонове, обърнати към Тибетската планинска земя. Те се състоят от редица високи кулисообразно разположени хребети, простиращи се от запад на изток. От северните части на Кунлун на североизток се отделя високопланинският хребет Алтънтаг, преминаващ на изток в сложно изградената планинска система на Наншан, която също се характеризира с големи надморски височини. Между Кунлун на юг, Алтънтаг на север и Наншан на североизток е разположена обширна тектонска падина – Цайдамска равнина, като височината на дъното ѝ е на около 2700 m.
Поясът на Централноазиатските равнини и плата е с преобладаващи височини около 1200 m и включва на запад Кашгарската и Джунгарска равнина, разделени помежду си от хребетите на Източен Тяншан. Към тях от югоизток са присъединява Турфанската падина, дъното на която лежи на -154 m под морското равнище. Източно от тези структури са разположени равнините и платата на пустините Гашунска Гоби, Алашан и Ордос, отделени една от друга от планините Бейшан, Алашан и Иншан. На изток и североизток са разположени равнините на пустините Източна Гоби и Барги.
Областта на ниските равнини на Източен Китай се простира от север на юг, предимно по крайбрежието на Жълто море. Най-северно положение заемат низините Сандзян и Североханкайската. По-нататък следват разположената в обширна междупланинска падина равнина Сунляо (Манджурска равнина), южно от нея – Великата Китайска равнина, преминаваща на юг в равнините от басейна на долното и средно течение на река Яндзъ. Освен тези големи равнини и низини има и множество малки по площ низини с плосък релеф, разположени по долините на реките и покрай морския бряг. Всички тези равнинни структури са обградени от юг, югозапад, запад, северозапад, север и североизток от планини – Жехе, Яншан, Тайханшан, Нанлин, Юннанска планинска земя, частично Голям Хинган и Манджуро-Корейските планини.

### Геоложки строеж, полезни изкопаеми
Големи участъци от територията на Китай се заемат от древни геоложки платформи – Южнокитайска, част от Китайско-Корейската, Таримска и Тибетска, съставляващи през протерозоя единна цялостна платформа. Кристалинният дорифейски фундамент е изграден от гнайси, гранити, метаморфни шисти и кварцити и излиза на повърхността предимно в пределите на Китайско-Корейската платформа, в т.нар. Синийски щит. Седиментният чехъл на платформата образува полегати гънки и е разбит от огъвания и навлаци. Той се състои от морски наслаги от горния протерозой, долния, средния и част от горния палеозой (варовици, пясъчно-глинести скали и др.), а също и континентални наслаги от горния палеозой (част от тях са въгленосни), мезозоя (червеноцветни пясъчно-глинести седименти) и кайнозоя. В падините на Ордос и Съчуан дебелината на седиментния чехъл достига 7 – 10 km. Планинските системи на Кунлун, Цинлин и Наншан представляват нагънати съоръжения, формирали се в пределите на палеозойската геосинклинална област по време на каледонския и херцинския нагъвателни процеси. Предимно горнопалеозойска възраст имат също нагънатите системи на Тяншан, Вътрешна Монголия и др., обхващащи териториите на Китай на север от 42° с.ш. Високопланинските райони в горните течения на реките Яндзъ, Меконг и Салуин, островите Хайнан и Тайван, планините Трансхималаи (Гандисишан) и Хималаите принадлежат към пояса на по-младите – мезозойски и кайнозойски нагъвателни процеси. Съвременните движения на земната кора се съпровождат от сеизмична активност, проявяваща се в тези райони, а също в Тяншан и Кунлун.
Китай е богата на полезни изкопаеми държава. Находища на каменни въглища и горящи шисти има в провинция Ляонин (Фушун) и са свързани с палеогеновите и неогеновите наслаги, а в останалите райони (Бенси в провинция Ляонин, Датун в провинция Шанси, Хуайнан в провинция Анхой) – с пермските и юрските седименти. Находищата на нефт са свързани с мезозойските и мезо-кайнозойските наслаги и се експлоатират в провинциите Гансу (Юймън), Съчуан, Шанси, Цинхай (Цайдамска равнина), Хейлундзян, Синдзян-Уйгурския автономен район (Карамай), в Североизточен Китай и др. Находищата на железни руди са съсредоточени в провнинция Ляонин (в докамбрийските железисти кварцини край град Аншан), автономния регион Вътрешна Монголия, провинциите Хъбей, Дзянсу, Хубей; боксити – в провинция Шандун; манганови руди, калай, волфрам, живак, медни руди и злато – в басейна на река Амур и в западните части на страната; каменна сол – в провинция Съчуан.

### Климат
Източните райони на Китай се намират под въздействието на атмосферната мусонна циркулация. През зимата мощни потоци студен въздух от вътрешните райони на Азия (зимен мусон) пренасят на изток сухо и ясно време. През лятото Източен Китай се намира под въздействието на източните, океански маси (летен мусон). Мусонната циркулация оказва влияние преди всичко на режима на температурите и атмосферното овлажняване. За климата на Източен Китай са характерни сравнително ниските температури на въздуха и техните големи сезонни колебания. Средната януарска температура в Харбин е -20,4°С, в Пекин – -4,6°С, а средните юлски са съответно 23°С и 26°С. Годишната сума на валежите в Източен Китай се колебае в пределите от 500 до 2000 mm (на места и повече), намалява на север и северозапад и голяма част от тях падат през лятото. С отдалечаването на запад и северозапад континенталността на климата забележимо нараства (особено на запад от планините Голям Хинган и Тайханшан). Горещото лято (в Турфанската падина средната юлска температура е 34°С) се сменя със студена зима, често с много ниски температури. Средната януарска температура в Северен Китай, в Хайлар, е -28°С, на запад, в Урумчи, е -14,9°С. Годишната сума на валежите е малка – в равнините почти повсеместно е под 250 mm, в Кашгарската равнина, в Цайдам и някои други райони на Западен Китай – около 50 mm. Те падат неравномерно, но предимно през лятото. В Тибетската планинска земя климатът е суров, с ниски зимни и летни температури. В Гарток (горното течение на река Инд) средната януарска температура е -11,8°С, средната юлска – 11,8°С. Значителна е и денонощната температурна амплитуда и духат силни ветрове. В източните части на Тибет годишната сума на валежите се колебае от 250 до 750 mm, като западната част е значително по-суха.
Във високопланинските райони на Китай има много планински ледници. В Източен Тяншан ледниците се спускат до 3200 – 5000 m, в Тибетската пленинска земя – до 5500 – 6000 m. Мощни редници има също в Каракорум, Гандисишан, Кунлун, в Източните Хималаи. Поради сухостта на климата в тези райони площта на ледниците е сравнително малка (около 100 000 km²).

### Води
Източната част на Китай има значителен повърхностен отток и много добре развита речна мрежа. Тук протичат големите реки Яндзъ (6300 km), Сидзян (2197 km), Миндзян, Хуанхъ (5464 km) и др., като годишният обем на оттока на всяка от тях надхвърля 50 km³. За хидроложкия режим на реките в тези части на страната е характерно крайно неравномерното годишно разпределение на оттока. Неговият максимум е през влажния сезон, а през сухия период на годината той е незначителен. В периода на летните дъждове започва бурно прииждане на водите, често причиняващи катастрофални наводнения по теченията на Яндзъ, Хуанхъ, Хуайхъ и други реки. За предотвратяване на тези разливи и наводнения коритата на много от тях са коригирани и оградени с предпазни диги. Изградени са и редица хидротехнически съоръжения и водохранилища (основно в басейна на река Хуанхъ) за регулиране на оттока им. В района на долното течение на Яндзъ има многочислени езера, най-големи от които са Поянху (618 – 3840 km²), Дунтинху (2670 km²), Тайху (2338 km²), които се явяват естествени регулатори на оттока. По време на пълноводието те приемат излишните води на реките и ги връщат обратно по време на маловодието. Реките и езерата в Източен Китай широко се използват за корабоплаване, иригация и риболов. В Северозападен Китай речната мрежа е рядка, а на големи пространства тя почти отсъства. Реките са предимно маловодни и завършват в безотточни падини, подхранвайки временни езера или губещи се в пустинните пясъци. Болшинството от тях през сухия период пресъхват. Най-големите реки Яркенд и Аксу (съставящи на река Тарим) водят началото си от планините и са с характерно лятно пълноводие. Реките в Централна Азия и в равнините на Североизточен Китай замръзват през зимата за няколко месеца. На запад речните води широко се използват за напояване. Хидрографската мрежа в западните и централните части на Тибетската планинска земя нямат външен отток и подхранват многочислени, предимно солени езера. Те са маловодни и за дълъг период през зимата замръзват до дъно. От източните и южните части на Тибет извират едни от най-големите азиатски реки: Яндзъ (6300 km), Хуанхъ (5464 km), Меконг (4500* km), Инд (3180* km), Брахмапутра (2896* km), Салуин (2400* km). В Северозападен Китай и в Тибетската планинска земя има множество езера, най-големите от които са Кукунор (4300 km²), Лобнор, Баграшкьол, Намцо, Силинг Цо (2320 km²), като много от тях са безотточни и често имат солена вода.

### Почви
За източните части на Китай са характерни горските почви, силно изменени през хилядолетията от селскостопанското им използване. Тук от север на юг последователно се сменят ливадно-подзолисти, кафяви горски, жълто-канелени почви, жълтоземи и различни червеноземни почви. Освен зоналните типове почви по долините на реките и особено в техните делти, се срещат алувиални почви, широко използвани в земеделието. Голяма селскостопанска ценност представляват льосовите почви, разпространени предимно в басейна на река Хуанхъ. По крайбрежието се срещат участъци със засолени почви, използвани за земеделски нужди след тяхната мелиорация. За западните части на Китай са характерни пустинно-степните почви – кестеняви, кафяви, пустинни кори и пустинни сиво-кафяви почви. В много райони те са засолени и могат да бъдат продуктивни само чрез напояване. В предпланинските равнини и в планините са развити сивоземи, планински кестеняви и планинско-ливадни почви. В Тибетската планинска земя са разпространени почви, характерни за високопланинските студени пустини.

### Растителност
Източната част на Китай се характеризира със своята богата и разнообразна флора (над 25 хил. вида растения). Многочислени са реликтите на древната флора (гинково дърво, метасеквоя и др.). Във връзка с древната плътна населеност на региона горите са се съхранили на малки участъци, основно в планините. Низините и равнините са почти повсеместно усвоени за земеделски нужди. В тези части на страната от север на юг се редуват: иглолистна тайга в басейна на Амур, за която са характерни даурска лиственица, корейски кедър, а също и дребнолистни видове; смесени и широколистни гори, разпространени от Амур до Яндзъ, в състава на които има иглолистно-широколистни и широколистни гори, съставени от дъб, липа, клен, корейски кедър, манджурски орех и др.; субтропични вечнозелени гори, разположени южно от долното течение на Яндзъ, представени от дървета от семействата на лавровите, камелиевите, магнолиевите; тропичните гори в крайния юг се състоят от мезофилни (листопадни) и влаголюбиви растителни асоциации. Във влажните тропични гори има изобилие от разнообразни лиани. По южното крайбрежие на отделни места се срещат мангрови гори.
Растителната покривка в западната, аридна част на Китай е значително по-бедна. Тук се наброяват не повече от 5 хил. вида висши растения. Малко по-богата е растителността в Североизточен Китай във връзка с по-голямото овлажняване. В района на Хинганските планини са развити влажни тревисти степи. На запад, заедно с намаляването на сумата на валежите, влажните тревисти степи се заместват с много по-бедни по състав сухи степи, а още по̀ на запад – с пустинни степи и истински пустини, съставени от масиви с подвижни пясъци, каменисти участъци, а на места съвършено лишени от растителност. Степите и полупустините в тези части на Китай служат основно за пасища. В западните части на Тибетската планинска земя господства студената високопланинска пустиня с полухрастова и рядка тревиста растителност. Най-характерни са многогодишните растения с възглавничкова форма и твърди листа. В източните части на Тибет растителността е по-богата и разнообразна. Склоновете на планинските долини са заети от субалпийски пасища, иглолистни и широколистни гори и лесостепи.

### Животински свят
Животинският свят на Китай е богат и разнообразен. Фауната на гръбначните наброява около 3500 вида, в т.ч. около 400 вида бозайници и над 1000 вида птици. Най-голямо видово разнообразие има в Южен и Югозападен Китай, където наред с представителите на тропическата фауна (различни видове маймуни, лемур, лори, носорог, тапир, тигър и др.) се срещат видове, свойствени за високопланинските райони на Хималаите и съседните части на Китай. За Източен Китай е характерен китайският тип фауна, представена от много ендемични и автохтоннни видове (манджурски заек, енотовидно куче и др.). Тук се срещат и тропични видове (маймуни, летящи катерици, мангуста, димен леопард). В Североизточен Китай заедно с южните видове се съчетават представители на сибирската горска фауна (изюбър, сибирска кабарга, белка, рис, самур). В Северозападен Китай числото на видовете животни е относително малко, но количеството на отделните видове е значително. В пределите на пустинния фаунистичен комплекс се срещат конят на Пржевалски, антилопи кулан и джейран, двугърба камила, скачащи мишки. За степните и планинско-степните комплекси са характерни антилопа дзерен, полевка на Бранд, монголска пясъчна мишка и др. За Тибетската планинска земя са специфични антилопа оронго, антилопа ада, як, баран аргали, многочислени гризачи, хищници (вълк, тибетска лисица и др.) и влечуги.

### Природни райони
В зависимост от геоложкия строеж, релефа, климата, водите, почвите, флората, фауната и дългогодишната антропогенна дейност на хората огромната територия на Китай се поделя условно на 7 природни района:
- Североизточен Китай (Дунбей), заема най-северно положение и включва планината Голям Хинган с предимно степни и лесостепни ландшафти (на север – иглолистна тайга), части от Малък Хинган – ниска планина, покрита със смесени лиственично-брезови гори и лесостепи и Манджуро-Корейските планини, в ландшафтите на които преобладават широколистните и смесените гори. Между тези планини и планински системи са разположени низините Сунляо, Сандзян и Североханкайската, които са гъсто населени и в по-голямата си част земеделски усвоени.
- Източен Китай включва Великата Китайска равнина с полуостров Шандун и ограждащите ги от запад и северозапад планини Шанси и планинската земя Жехе. Равнината е плътно населена и почти навсякъде обработваема. Широко разпространение имат льосовите наслаги, оказващи голямо влияние за активирането на ерозионните процеси, увеличаването на твърдия отток на реките и тяхното затлачване. На отделни участъци се е съхранила естествена растителност представена от степи и лесостепи.
- Югоизточен Китай включва долината на река Яндзъ, Съчуанската котловина, планините Нанлин, Уйшан и Гуейджоуската планинска земя. Този район е разположен предимно в субтропичните ширини, климатът има ярко изразен мусонен характер, с хладна зима и обилни летни валежи. Долините на реките са земеделски усвоени, а склоновете им са заети от субтропични листопадни гори.
- Южен Китай е с тропична природа, заемащ южните части на провинция Юннан, южното крайбрежие на страната и остров Хайнан. Той се характеризира със субтропичен влажен мусонен климат с много по-малки температурни амплитуди (денонощни и сезонни), които спомагат за целогодишната вегетация на топлолюбевите растения.
- Югозападен Китай е разположен в субтропичния пояс, в планинските части на провинция Юннан и заема преходно положение от топлите и влажни субтропици на Югоизточен Китай към Тибетската планинска земя с нейния много суров климат. Районът е със силно пресечен релеф и ярко изразена височинна поясност на ландшафтите.
- Северозападен Китай обхваща обширни територии на север от планинската система на Кунлун (равнините на Вътрешна Монголия, пустинята Гашунска Гоби, Кашгарската и Джунгарска равнини, платата и планинските земи на Алашан, Бейшан, планинските области на Източен Тяншан, частично Монголски Алтай, Джунгарски Алатау и Тарбагатай). Аридният климат оказва голямо влияние върху облика на района. Господстват ландшафтите на сухите степи и пустини, типично явление са пресъхващите реки и наличието на солончаци.
- Тибетската планинска земя е най-високо разположеният район на Китай. Климатът е суров, с ниски температури на въздуха, малка сума на годишните валежи, разреден въздух и силна инсолация. Преобладават ландшафтите на сухите степи и студените пустини.[1]